# Saint-Vivien-de-Médoc
Saint-Vivien-de-Médoc település Franciaországban, Gironde megyében. Lakosainak száma 1822 fő (2022. január 1.). Saint-Vivien-de-Médoc Talais, Jau-Dignac-et-Loirac, Grayan-et-l’Hôpital, Vensac, Arces, Barzan és Talmont-sur-Gironde községekkel határos.

## Népesség
A település népessége az elmúlt években az alábbi módon változott:
| Lakosok száma | 1018 | 1161 | 1282 | 1480 | 1700 | 1754 | 1777 | 1791 | 1795 | 1822 |
|               | 1968 | 1982 | 1990 | 2006 | 2013 | 2015 | 2017 | 2019 | 2020 | 2022 |